# Maddie Harris
Maddie Harris (* 2. November 2000 in Lee’s Summit, Missouri) ist eine US-amerikanische Leichtathletin, die sich auf den Speerwurf spezialisiert hat.

## Sportliche Laufbahn
Maddie Harris wuchs in Missouri auf und studiert seit 2019 an der University of Nebraska. Erste internationale Erfahrungen sammelte sie im Jahr 2023, als sie bei den Panamerikanischen Spielen in Santiago de Chile mit einer Weite von 60,06 m die Bronzemedaille hinter der Kolumbianerin Flor Ruíz und Rhema Otabor von den Bahamas gewann.
2023 wurde Harris US-amerikanische Meisterin im Speerwurf.